# Їндрих з Липи
Їндрих з Липи (1270 — 26 серпня 1329, Брно ) — чеський державний діяч, шляхтич із давнього панського роду Роновичів з Липи. Один з найвпливовіших придворних вельмож часів правління короля Яна Люксембурзького та королеви-регента Богемії і Польщі Ельжбети Рикси. Королівський підкоморій у 1307–1309 та 1318–1329 роках, Найвищий маршалок Богемського королівства у 1310–1311 та 1315–1329 роках, Моравський земський гетьман у 1319-1329 роках. Мав почесний епітет «Перший чоловік королівства» (První muž království).

## Життєпис
Їндрих належав до старовиного роду панів з Липи, що був відгалуженням великопанської династії Роновичів. Його батьком традиційно вважається пан Хвал із Липи. Згідно з більш пізніми дослідженням, пан Хвал з Липи був його дідом, а батьком пан Ченек з Липи.
Їндржих також мав брата Ченека, з яким близько 1296 року прибув до Праги до королівського двору Вацлава II. Ченек помер через кілька років. 
Їндржих одружився близько 1295 року зі Схоластикою, донькою пана з Кам'янця, і мав 4 синів: Їндржих ІІ, Ян, Бертольд і Ченек, і трьох доньок: Катерина, Клара і Маркета. 
Коли 1304 року король Німеччини Альбрехт Габсбурзький, що вторгся в Чехію, підступив до Кутна-Гори, пан Їндрих з Липи, що знаходився там, разом з Яном з Вартенберка очолили оборону міста і успішно відбив габсбурзькі війська до підходу основних сил короля Вацлава. 
У період боротьби за Богемський престол, що почалася після припинення династії Пршемисловичів у 1306 р., Їндрих зайняв бік Генріха Хорутанського. Після того як Генріху вдалося повторно зайняти королівський трон в 1307, Альбрехт Габсбурзький знову вторгся в Чехію і осадив Колі , потім Кутна-Гору, де знову зіткнувся з успішним опором, організованим Їндрихом з Липи і Яном з Вартенберка. Не зумівши взяти Кутну-Гору, Альбрехт відвів армію на зимові квартири, розраховуючи продовжити вторгнення навесні наступного року, однак у травні 1308 був вбитий своїм племінником.

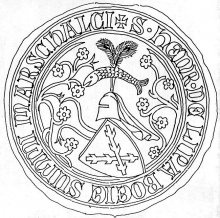
Печатка пана Їндржиха з Липи

Змінивши Генріха Хорутанського на чеському престолі молодий Ян Люксембурзький мало часу присвячував управлінню королівством, будучи більше зайнятий справами за межами Богемії, що невдовзі призвело до невдоволення чеського панства і шляхетства. Одним із найвпливовіших очільників чеського панства був земський підкоморжій Їндржих з Липи. 
У 1310 році Як Люксембурзький призначив Їндржиха підкоморієм (розпорядником скарбниці) і Високим маршалом Богемії.
 
1315 року пани і шляхта змусило короля Яна передати основну частину повноважень з управління державою Їндржих з Липи, який став фактично намісником власне Чехії, і його другу Яну з Вартенберка, який отримав у фактичне управління Моравію. 
1319 року довірив пану Їндржиху з Липи управління країною під час його відсутності, та призначив його Моравський земський гетьман, а в 1321 році рейхсмаршалом. 
Після цього маршал більшу частину часу провів у Брно, де разом з Ельжбетою Ріксою заснували власний уряд. Він навіть скликав колоквіуми, панські парламентські та придворні збори в Брно, що було лише правом короля.
Його великий вплив в державі викликав простояння з дружиною короля Яна Єлизаветою, що також прагнула брати активну участь в управлінні державою, діючи спільно зі своїм зведеним братом Яном Волеком, який обіймав посаду пробста Вишеградського капітула і виконував обов'язки канцлера Богемського короля. Незабаром король позбавив Яна Волека всіх постів і пригрозив йому смертною карою, якщо той не зізнається, що разом з королевою Єлизаветою готував державний переворот. Ян Волек був ув'язнений, але незабаром за допомогою друзів втік до Баварії. Дізнавшись про те, що сталося, королева Єлизавета, незадовго перед битвою при Мюльдорфі (1322) вона також втекла в Баварію до своєї доньки, дружини князя Генріха XIV.
Пан Їндржих з Липи помер 1329 року, у віці приблизно шістдесяти років. Похований поруч із Ельжбетою Риксою в базиліці Успіння Діви Марії в Брно.